# デニス・シャフィコフ
デニス・シャフィコフ（Denis Shafikov、1985年6月3日 - ）は、ロシアのプロボクサー。ミアス出身。フックを武器にする強打の選手。トレーナーはアベル・サンチェス。

## 来歴
2003年11月30日、プロデビューを果たし4回判定勝ちを収めた。
2009年4月18日、80戦のキャリアを持つファン・カルロス・ロドリゲスと対戦し、8回3-0（78-75、79-73、80-73）の判定勝ちを収めた。
2009年10月24日、フェルナンド・トレホとIBOインターコンチネンタルスーパーライト級王座決定戦を行い、12回3-0（117-111、2者が116-112）の判定勝ちを収め王座獲得に成功した。
2010年10月29日、WBAインターコンチネンタルスーパーライト級王者ブルネット・サモラと対戦し、12回0-1（2者が114-114、113-115）の判定で引き分けた。
2011年9月23日、ジュゼッペ・ラウリとEBU欧州スーパーライト級王座決定戦を行い、ラウリの8回終了時棄権により王座獲得に成功した。
2012年2月25日、リー・マクアリスターと対戦し、マクアリスターの8回終了時棄権によりEBU王座の初防衛に成功した。
2012年5月31日、ブルネット・サモラと対戦し、12回3-0（117-111、117-113、117-112）の判定勝ちを収めEBU王座の2度目の防衛に成功した。
2012年12月1日、アルベルト・メンサーの持つIBFインターナショナルスーパーライト級と空位のWBCバルチックスーパーライト級王座を懸け対戦し、12回3-0（117-107、2者が118-108）の判定勝ちを収めIBFインターナショナル王座の獲得、WBCバルチック王座の獲得に成功した。
2013年3月16日、アリシャー・ラヒモフの持つWBCバルチックライト級王座と空位のCISBBライト級王座を懸け対戦し、11回2分24秒反則勝ちを収めWBCバルチック王座の2階級制覇、CISBB王座の獲得に成功した。
2014年2月22日、マカオにあるザ・ベネチアン・マカオ内コタイ・アリーナでIBF世界ライト級王者ミゲル・バスケスと対戦し、プロ初敗戦となる12回0-3（110-119、113-115、112-116）の判定負けを喫し王座獲得に失敗した。
2015年7月18日、コタイ・アリーナで元世界ランカーのロイ・ムクリスと対戦。リーチの長さに苦しんだかに見えたが、ボディ打ちでリーチ差を制圧し徐々に打ち合ってペースを握り、3回に右フックのクリーンヒットでムクリスの戦意を損失させレフェリーがストップ。3回TKO勝ち。
2015年12月18日、パームス内ザ・パールでミッキー・ベイの王座返上に伴い元IBF世界スーパーフェザー級王者ランセス・バルテレミーとIBF世界ライト級王座決定戦を行い、12回0-3（112-116が2者、109-119）の判定負けを喫し王座獲得に失敗した。当初は12月5日、バークレイズ・センターで行われる予定だった。
2016年10月25日、IBF世界ライト級3位のリチャード・カミーとIBF世界ライト級5位のデニス・シャフィコフによるIBF世界ライト級挑戦者決定戦の入札が行われ、シャフィコフを擁するプロモーションのウラルの代理として入札に参加したウォーリアーズ・ボクシングが61,000ドル（約635万円）で興行権を落札した。ファイトマネーの分配はカミーが60％の36,600ドル（約380万円）、シャフィコフが40％の24,400ドル（約250万円）で、カミー擁するザウアーランド・イベントの入札は45,300ドルだった。
2016年12月7日、ロシアでIBF世界ライト級3位のリチャード・カミーとIBF世界ライト級挑戦者決定戦を行い、12回2-1（116-112、115-113、112-116）の判定勝ちを収めIBF世界ライト級王座への挑戦権を獲得した。
2017年6月30日、オハイオ州トレドのハンティントン・センターでIBF世界ライト級王者のロバート・イースター・ジュニアと対戦し、12回0-3（2者が108-120、112-116）の判定負けを喫し王座獲得に失敗した。

## 獲得タイトル
- IBOインターコンチネンタルスーパーライト級王座
- WBAインターコンチネンタルスーパーライト級王座
- EBU欧州スーパーライト級王座
- IBFインターナショナルスーパーライト級王座
- WBCバルチックスーパーライト級王座
- WBCバルチックライト級王座
- CISBBライト級王座